# 種田山頭火

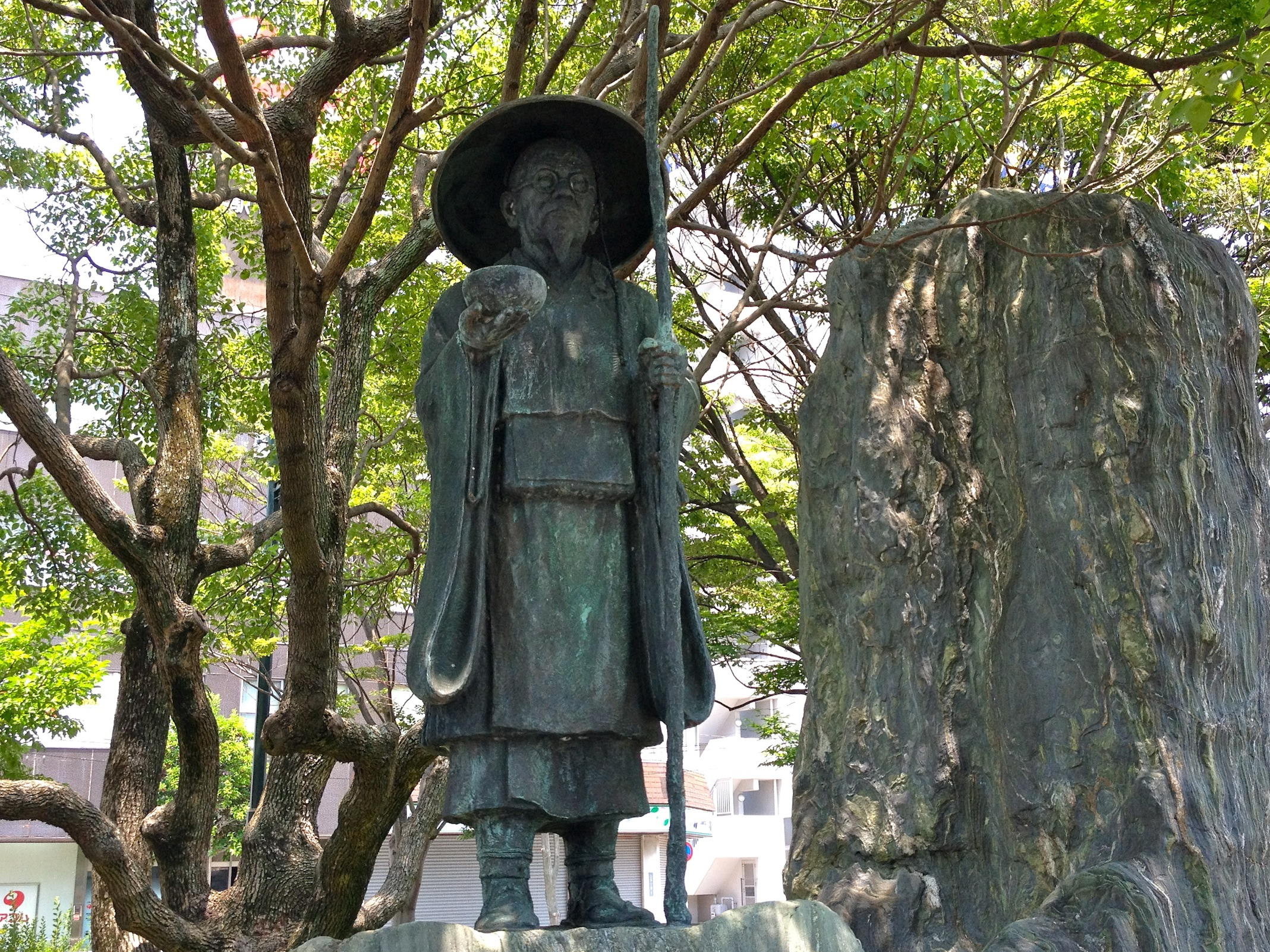
JR防府站天祯口（北口）前面的種田山頭火像

種田山頭火（日语：／ Taneda Santōka）（1882年—1940年），日本自由律俳句的著名俳句诗人，本名种田正一。
生于山口县佐波郡的一个地主家庭中。1892年，其母投井自尽，享年33岁。之后，種田山頭火由其祖母照顾。1902年在东京早稻田大学文学系就读。在那里，他开始酗酒，并于1904年日俄战争之初因酗酒而被大学文劝退。1909年種田山頭火结婚，次年，他的儿子健出生。1920年種田山頭火与妻子离婚，不久后其父去世。1924年，種田山頭火在熊本市大酗酒后跳到一列正在开过来的火车面前，火车在离他只有几英寸处刹住。一位记者把他带到报恩寺，他开始了行脚禅僧的生涯。1928年，46岁的種田山頭火开始在中国、九州和四国等地流浪。1940年， 種田山頭火於松山市一草庵逝世，享年58岁。

## 主要著作
- 《鉢の子》
- 《草木塔》
- 《山行水行》